# Çağlar Ertuğrul
Çağlar Ertuğrul (5 de noviembre de 1987) es un actor y modelo turco además de ser ingeniero mecánico.

## Biografía
Ertuğrul se graduó en el Bornova High School y luego asistió a la Universidad de Koç donde obtuvo un título en Ingeniería Mecánica.  Más tarde decidió seguir una carrera en las artes. Su primer trabajo como actor fue en una obra de teatro en la Universidad Koç, en Romeolar ve Julietler, el 13 de abril de 2009. En 2012, Alper Çağlar dirigió un largometraje militar llamado Dağ donde obtuvo el papel principal. También actuó en una película llamada Bana Masal Anlatma y tuvo papeles invitados en las series de televisión Medcezir y Benim İçin Üzülme.
En 2016, protagonizó Dağ 2. La película alcanzó reconocimiento mundial, se convirtió en una de las más vistas de 2016 y recibió una calificación de 10/10 estrellas en IMDb. En 2017, desempeñó un papel importante en la serie dramática Fazilet Hanım ve Kızları., la cual recibió altas calificaciones en Turquía.  
En 2019-2020, interpretó el papel del guapo playboy Kerem Yiğiter en Afili Aşk.

## Filmografía
| Películas            | Películas                | Películas                    | Películas |
| Año                  | Título                   | Papel                        | Notas     |
| -------------------- | ------------------------ | ---------------------------- | --------- |
| 2012                 | Trozo de cuero           | Üsteğmen Oğuz Çağlar         |           |
| 2015                 | Bana Masal Anlatma       | Haşmet                       |           |
| 2016                 | Dağ II                   | Üsteğmen Oğuz Çağlar         |           |
| 2017                 | Biz Size Döneriz         | Akin Yilmaz                  |           |
| 2018                 | Ailecek Şaşkınız         | Onay                         |           |
| 2018                 | Yanımda Kal              | Emir Kurt                    |           |
| 2019                 | Kızım Gibi Kokuyorsun    | Ibrahim                      |           |
| Series de Televisión |                          |                              |           |
| Año                  | Título                   | Papel                        | Notas     |
| 2012-2014            | Benim İçin Üzülme        | Sinan Avcıoğlu               |           |
| 2014                 | Beyaz Karanfil           | Başar Korkmaz                |           |
| 2014                 |                          |                              |           |
| Boynu Bükükler       | Galoş Ersen              |                              |           |
| 2014                 | Kurt Seyit ve Şura       | Yusuf                        |           |
| 2014                 | Medcezir                 | Inanç Pars                   |           |
| 2017-2018            | Fazilet Hanım ve Kızları | Yağiz Egemen / Mehmet Yıldız |           |
| 2019–2020            | Afili Aşk                | Kerem Yiğiter                |           |
| 2021-2022            | Teşkilat                 | Serdar Kılıçaslan            |           |

### Obras de teatro
- Romeolar ve Julietler
- Yobaz
- Kaos Teorileri
- Leş